# Hélder Vieira Dias
Manuel Hélder Vieira Dias júnior, també conegut com a Kopelipa (Luanda, 4 d'octubre de 1953) és un militar i polític angolès, general de les Forces Armades Angoleses. Ha estat cap de les diverses agències d'intel·ligència i posteriorment ha estat Ministre d'Estat i cap de la Guàrdia Presidencial i, per tant, cap de Casa Militar del President de la República d'Angola. Kopelipa és membre del MPLA i és considerat com una persona de confiança de l'antic president José Eduardo dos Santos.
Junt amb els generals Francisco Higino Carneiro, João Maria de Sousa, Roberto Leal Monteiro, i Kundy Pahiama és un dels militars més influents del govern del MPLA. El 22 d'octubre de 2004 fou nomenat director del Gabinete de Reconstrução Nacional GRN, que depèn directament de la Casa Militar del President i ha estat responsable de la gestió dels préstecs de la República Popular de la Xina. Els préstecs estan garantits per la producció de petroli d'Angola i com a resultat l'explotació és cedida a companyies xineses, el que suggereix que la concessió d'aquests préstecs és dubtosa.
El 24 de febrer de 2006, va ser nomenat temporalment successor del general Fernando Miala, cap d'intel·ligència estrangera i exsoci comercial seu, després que sorgissin informes d'una infiltració governamental de Miala. Ambdós eren socis de Simportex, que durant la Guerra Civil angolesa tenia el monopoli de subministrament d'uniformes i queviures a l'exèrcit angolès. Com a empresari privat, controla el Grupo Medianova, propietària del primer canal privat d'Angola TV Zimbo. També té l'empresa turística Vieira Dias & Barreiros Cardoso.
En 2014 Fernando Miala el va succeir com a cap de la Casa Militar del President quan Kopelipa deixà el càrrec per motius de salut.